# École d'ingénieurs Denis-Diderot
L'école d'ingénieurs Denis-Diderot de l'université Paris Cité est l'une des 204 écoles d'ingénieurs françaises accréditées au 1er septembre 2020 à délivrer un diplôme d'ingénieur.

## Historique
En 2010, l'Université Paris-VII a été pour la première fois habilitée par la CTI, pour une durée de 2 ans, à délivrer des diplômes d’ingénieur dans 3 spécialités sous statut d’étudiant : « architecture des systèmes physiques », « informatique » et « matériaux et nanotechnologies ». L’école n’a été créée que l’année suivante par un arrêté du 6 juin 2011.
L'accréditation a été renouvelé en 2012 pour une durée de 1 an mais la création de nouvelles spécialités a été refusé par la CTI. En 2013, la CTI renouvelle l'accréditation pour une durée de 2 ans puis en 2015, la CTI renouvelle l'accréditation pour une durée de 3 ans.
En 2018, la CTI renouvelle l'accréditation pour la durée maximale. Par ailleurs elle est favorable à la création d'une nouvelle filière (génie biologique) à laquelle elle donne une accréditation restreinte (à renouveler).
En 2022, la Cti donne un avis favorable au basculement de la spécialité Génie Biologique sous statut apprentis.

## Admission
L'école recrute à bac+2 (pas de prépa intégrée) des étudiants issus :
- CPGE (Classes préparatoires aux grandes écoles) via le concours e3a-Polytech.
- CUPGE (Cycle Universitaire préparatoire aux grandes Ecoles)[5] sur dossier et sur entretien via l'applicatif eCandidat
- Étudiants de L2, L3 ou DUT (sous certaines spécialités) sur dossier et sur entretien via l'applicatif eCandidat
- Etudiants étranger hors Europe via le programme Etudes en France (65 pays)

## Parcours et enseignements
L’École d’Ingénieur Denis Diderot dispense une solide formation générale orientée systèmes. Elle permet aux élèves d’acquérir un savoir-faire informatique de haut niveau et des compétences de pointe dans quatre spécialités différentes.
D'après la CTI les titres des spécialités, en 2018, sont les suivantes, :
| Intitulé de la spécialité du diplôme d'ingénieur                  | Type de formation                       | Accréditation |
| ----------------------------------------------------------------- | --------------------------------------- | ------------- |
| Génie physique (anciennement architecture des systèmes physiques) | Formation initiale sous statut étudiant | Maximale      |
| Matériaux et Nanotechnologies                                     | Formation initiale sous statut étudiant | Maximale      |
| Systèmes informatiques embarqués (anciennement Informatique)      | Formation initiale sous statut étudiant | Maximale      |
|                                                                   |                                         |               |

Et un avis favorable de la CTI pour une nouvelle formation :
| Intitulé de la spécialité du diplôme d'ingénieur | Type de formation                         | Accréditation      |
| ------------------------------------------------ | ----------------------------------------- | ------------------ |
| Génie biologique                                 | Formation initiale sous statut d'étudiant | Restreinte (3 ans) |

## Voir plus